# 积金站
积金站是达成铁路上的一座铁路车站，位于四川省德阳市中江县积金镇石桥村，隶属于成都铁路局遂宁车务段，为四等站。车站于1997年12月25日交付并开通临管运营，办理客货运业务。达成铁路扩能改造（遂成铁路）后，本站停办客运，现仅办理货运业务。车站上下行区间均为单线，区间及站内均已电气化。

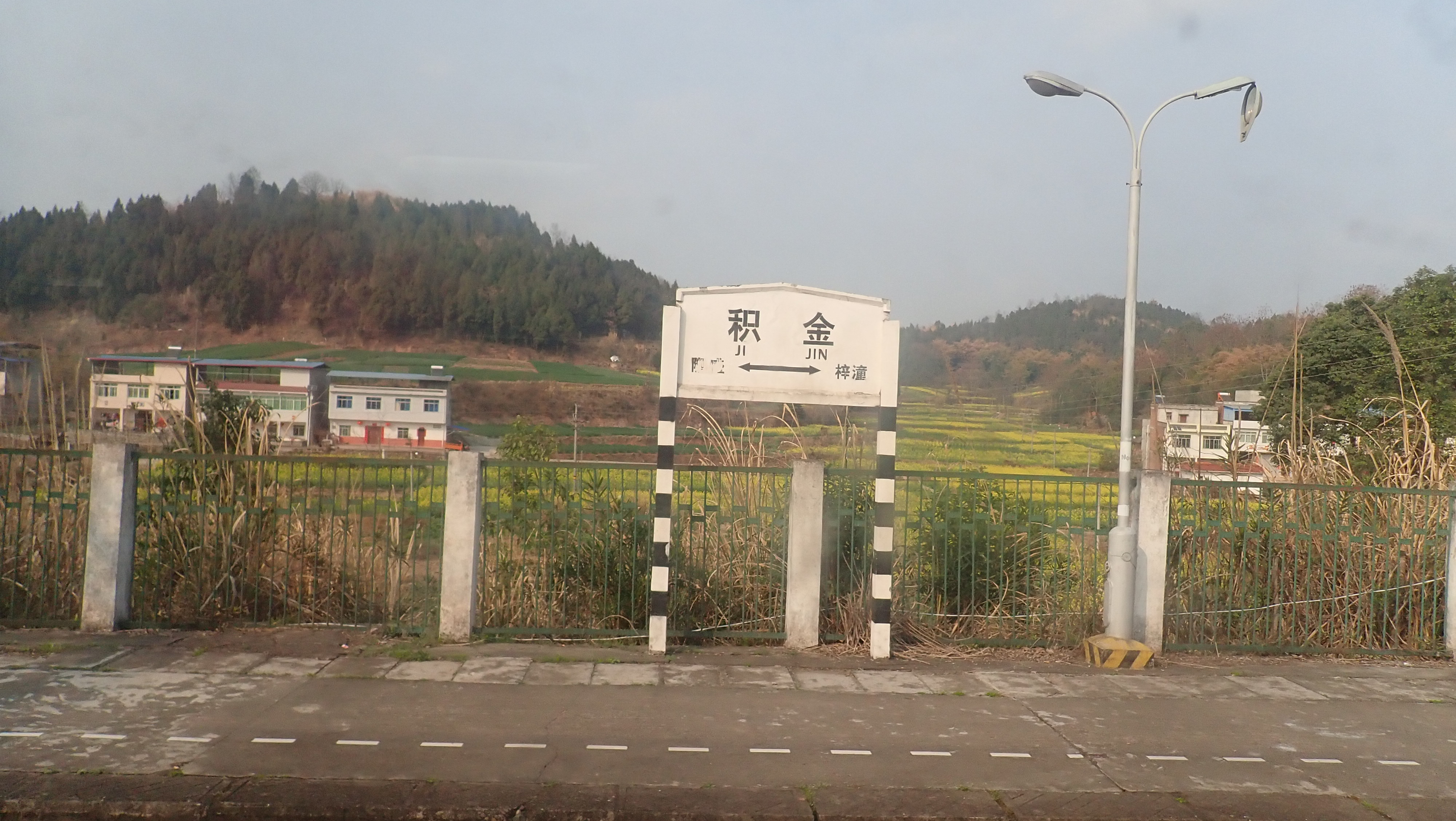
2018年，列车上拍摄的积金站站牌

## 车站设施
车站站场为曲线形，由西东走向过渡为（略偏）西南-东北走向，设有股道3条（其中正线1股，侧线2股），站台2座，站房位于线右，客运设施配备有客运站台、候车室。
车站站场南侧50米许为宁蓉线（原遂成线）积金南站站场，两站间无连接。